# Bzip2
bzip2 är ett komprimeringsprogram för Unix. Det är effektivare, om än långsammare, än andra komprimeringsprogram som zip eller gzip. Det introducerades först 1996, sedan dess har andra komprimeringsprogram som exempelvis 7z kommit, vilka i vissa specialfall är ännu effektivare. Dessa är dock inte lika väl spridda som bzip2, som ingår i flera linux-distributioner.